# Acacia perryi
Acacia perryi är en ärtväxtart som beskrevs av Leslie Pedley. Acacia perryi ingår i släktet akacior, och familjen ärtväxter. Inga underarter finns listade i Catalogue of Life.